# Johann Christoph Wendland
Johann Christoph Wendland (Petit-Landau, 17 luglio 1755 – Herrenhausen, 27 luglio 1838) è stato un botanico tedesco.

## Biografia
Suo figlio, Heinrich Ludolph Wendland (1791-1869), e suo nipote, Hermann Wendland (1825-1903), furono anche loro giardinieri e botanici.
Da giovane studiò orticoltura presso l'asilo nido del palazzo di Karlsruhe. Nel 1780 divenne giardiniere ai Giardini reali di Herrenhausen di Hannover, dove ottenne l'esperienza botanica da Jakob Friedrich Ehrhart (1742-1795), il direttore dei giardini.
Nel 1817 Wendland fu nominato ispettore dei giardini di Herrenhausen. Si specializzò nella cultura dei vigneti e dei peschi. Creò anche le illustrazioni per i suoi lavori pubblicati. Come tassonomo, circoscrì numerosi generi e specie di piante.

## Opere principali
- Hortus Herrenhusanus, 1788-1801
- Verzeichnis der Glas- und Treibhauspflanzen des Königlichen Berggartens zu Herrenhausen, 1797
- Botanische Beobachtungen nebst einigen neuen Gattungen und Arten, 1798
- Ericarum icones et descriptiones; (26 edizioni)- 1798-1823
- Collectio plantarum tam exoticarum quam indigenarum; (3° volumi 1819).